# Ernestviller
Ernestviller (fràncic lorenès Ernschtwiller) és un municipi francès situat al departament del Mosel·la i a la regió del Gran Est. L'any 2007 tenia 531 habitants.

## Demografia

### Població
El 2007 la població de fet d'Ernestviller era de 531 persones. Hi havia 199 famílies, de les quals 36 eren unipersonals (16 homes vivint sols i 20 dones vivint soles), 61 parelles sense fills, 94 parelles amb fills i 8 famílies monoparentals amb fills.
La població ha evolucionat segons el següent gràfic:
Habitants censats

### Habitatges
El 2007 hi havia 213 habitatges, 202 eren l'habitatge principal de la família, 6 eren segones residències i 5 estaven desocupats. 206 eren cases i 7 eren apartaments. Dels 202 habitatges principals, 183 estaven ocupats pels seus propietaris, 13 estaven llogats i ocupats pels llogaters i 5 estaven cedits a títol gratuït; 5 tenien dues cambres, 10 en tenien tres, 44 en tenien quatre i 143 en tenien cinc o més. 193 habitatges disposaven pel capbaix d'una plaça de pàrquing. A 66 habitatges hi havia un automòbil i a 120 n'hi havia dos o més.

### Piràmide de població
La piràmide de població per edats i sexe el 2009 era:
| Homes | Edats   | Dones |
| ----- | ------- | ----- |
| 4     | 95 o +  | 4     |
| 0     | 90 a 94 | 0     |
| 0     | 85 a 89 | 4     |
| 0     | 80 a 84 | 4     |
| 4     | 75 a 79 | 4     |
| 4     | 70 a 74 | 8     |
| 16    | 65 a 69 | 20    |
| 20    | 60 a 64 | 4     |
| 12    | 55 a 59 | 16    |
| 24    | 50 a 54 | 12    |
| 32    | 45 a 49 | 36    |
| 20    | 40 a 44 | 8     |
| 20    | 35 a 39 | 24    |
| 16    | 30 a 34 | 12    |
| 36    | 25 a 29 | 16    |
| 20    | 20 a 24 | 12    |
| 16    | 15 a 19 | 20    |
| 12    | 10 a 14 | 16    |
| 16    | 5 a 9   | 24    |
| 8     | 0 a 4   | 20    |

## Economia
El 2007 la població en edat de treballar era de 384 persones, 278 eren actives i 106 eren inactives. De les 278 persones actives 253 estaven ocupades (147 homes i 106 dones) i 25 estaven aturades (12 homes i 13 dones). De les 106 persones inactives 33 estaven jubilades, 31 estaven estudiant i 42 estaven classificades com a «altres inactius».

### Ingressos
El 2009 a Ernestviller hi havia 204 unitats fiscals que integraven 506 persones, la mediana anual d'ingressos fiscals per persona era de 20.033 €.

### Activitats econòmiques
Dels 10 establiments que hi havia el 2007, 1 era d'una empresa de fabricació de material elèctric, 1 d'una empresa de fabricació d'altres productes industrials, 1 d'una empresa de construcció, 2 d'empreses de comerç i reparació d'automòbils, 1 d'una empresa d'informació i comunicació, 1 d'una empresa de serveis, 2 d'entitats de l'administració pública i 1 d'una empresa classificada com a «altres activitats de serveis».
Dels 2 establiments de servei als particulars que hi havia el 2009, 1 era una empresa de construcció i 1 saló de bellesa.
L'any 2000 a Ernestviller hi havia 14 explotacions agrícoles.

## Equipaments sanitaris i escolars
El 2009 hi havia 1 escola maternal integrada dins d'un grup escolar amb les comunes properes formant una escola dispersa i 1 escola elemental integrada dins d'un grup escolar amb les comunes properes formant una escola dispersa.

## Poblacions més properes
El següent diagrama mostra les poblacions més properes.